# Jahmir Hyka

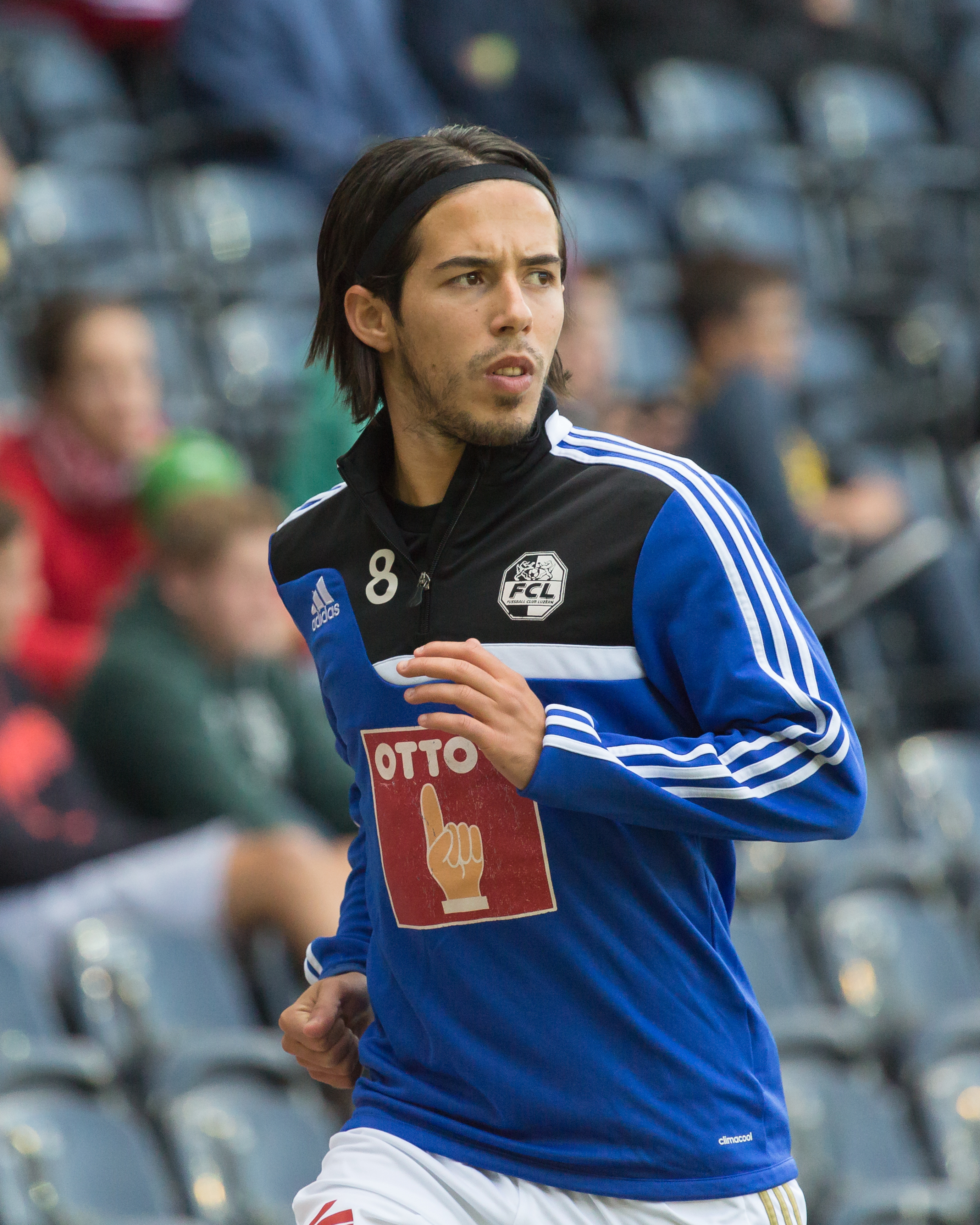

Jahmir Hyka (nacido el 8 de marzo de 1988 en Tirana, Albania) es un futbolista mediocampista albanés que debutó a los 16 años en el Dínamo de Tirana. Ha jugado para el Panionios NFC y para la selección nacional de Albania. Firmó con el club griego en 2010, cuando jugaba en el Mainz 05. Actualmente juega con el San Jose Earthquakes de la Major League Soccer. Con sólo 1.69 m y 57 kg, ha sido apodado el Maradona albanés.

## Selección nacional
Ha sido internacional con la selección de Albania en 47 ocasiones anotando 2 goles.